# Marcus Jan Adriani (bioloog)
Marcus Jan Adriani (Middelburg, 10 oktober 1908 – Oostvoorne, 17 maart 1995) was een Nederlandse botanicus en natuurbeschermer. Hij was van 1957 tot 1973 directeur van het biologisch station Weevers' Duin te Oostvoorne.

## Biografie
Marcus Jan Adriani was een zoon van de hoogleraar belastingrecht Pieter Jacob Albrecht Adriani. Hij had beroemde predikanten als voorvaders. Hij werd geboren in Middelburg, maar op zijn veertiende verhuisde hij naar Amsterdam. Daar werd hij lid van de Nederlandse Jeugdbond voor Natuurstudie (NJN). Hij werd 'natuurhistorisch secretaris' van de bond en schreef in het bondsblad Amoeba. Al in die tijd toonde hij een duidelijke betrokkenheid bij natuurbescherming.
Adriani studeerde biologie aan de Universiteit van Amsterdam. Hij specialiseerde zich in de plantensociologie. Dat was ook het vakgebied waarin hij op 19 december 1945 (cum laude) promoveerde bij prof. dr. Th. Weevers. Zijn belangstelling ging met name uit naar vegetaties in zilte milieus. Hieraan verrichtte hij al onderzoek in de doctoraalfase van zijn studie, dat hij uitvoerde in Montpellier. Hier stond het instituut van Josias Braun-Blanquet, de grondlegger van de plantensociologie. Ook zijn promotieonderzoek in Goeree betrof in zoute omstandigheden voorkomende vegetaties.
Eind 1957 werd Adriani directeur van het biologisch station Weevers' Duin op Voorne. Hij werd gepensioneerd in 1973. Van 1974 tot 1980 was hij nog voorzitter van Stichting Wetenschappelijk Duinonderzoek (SWD), de stichting die in 1952 het Biologisch Station Weevers' Duin opende. 
Adriani was erevoorzitter van het Zuid-Hollands Landschap.
Adriani overleed in 1995, in hetzelfde jaar waarin Weevers' Duin werd verkocht.
“Victor Westhoff herdacht Adriani als een van de grote natuurbeschermers van Nederland. Hij roemde zijn grote eruditie en zijn brede belangstelling voor wetenschap, kunst en samenleving. Adriani schreef (...) een ongeëvenaard fraai Nederlands. Ieder die zijn publicaties er nog eens op naslaat zal dit kunnen beamen.”

## Milieu
In de jaren zestig van de twintigste eeuw, toen er plannen werden gemaakt om de Maasvlakte uit te breiden, schreef Adriani veel over het belang van het behoud van Voorne's Duin. De meest bekende publicatie werd de brochure Voorne in de branding, die hij samen met Eddy van der Maarel samenstelde. Adriani was tevens een van de eerste biologen die zich inzetten om milieuverontreiniging tegen te gaan. Hij was actief in verscheidene milieugroepen, waaronder Stichting Leefbare Delta en het Komite Leefbaarheid Waterweggebied.